# Finavon Castle
Als Finavon Castle werden zwei Gebäude etwa 400 Meter südlich des Dorfes Milton of Finavon und etwa 8 Kilometer nordöstlich von Forfar in der schottischen Council Area Angus bezeichnet. Das eine ist die Ruine eines Wohnturms vom Anfang des 17. Jahrhunderts und das andere ein etwa 130 Meter westlich davon gelegenes Landhaus aus dem 19. Jahrhundert.

## Geschichte
Seit 1375 war das Gelände Eigentum des Clan Lindsay, der Earls of Crawford. Sie ließen das heute verfallene Tower House errichten. David Lindsay, 10. Earl of Crawford, heiratete 1546 Margaret, die Tochter von Kardinal David Beaton auf Finavon.
Ihre Extravaganz ruinierte die Earls of Crawford wirtschaftlich und 1625 mussten sie die Baronie Finavon an Alexander Lindsay, 2. Earl Spynie, abgeben, dem sie Finavon Castle verkauften mussten. Es wurde auf die Familie Carnegie, die Earls of Aboyne und die Gardynes weitervererbt.
1843 kaufte Thomas Gardyne die Burg. Durch eine Heirat im 18. Jahrhundert war er auch mit den Lindsays verwandt, die das Anwesen ursprünglich besessen hatten. Sein Nachfahre, Lieutenant-Colonel Alan David Greenhill Gardyne, starb 1953 und hinterließ das Anwesen seiner Tochter, Mrs Susan Mazur.

## Das Tower House
Das Tower House hatte einen L-förmigen Grundriss, fünf Vollgeschosse und ein Dachgeschoss sowie einen Burghof. Der heute zu sehende Turm stammt aus der Zeit um 1600. Ausgrabungen haben zu der Entdeckung geführt, dass der Turm ein Anbau an die Nordostecke eines älteren, ausgedehnteren Komplexes war.
Die Ruine des Wohnturms gilt als Scheduled Monument.

## Das Landhaus

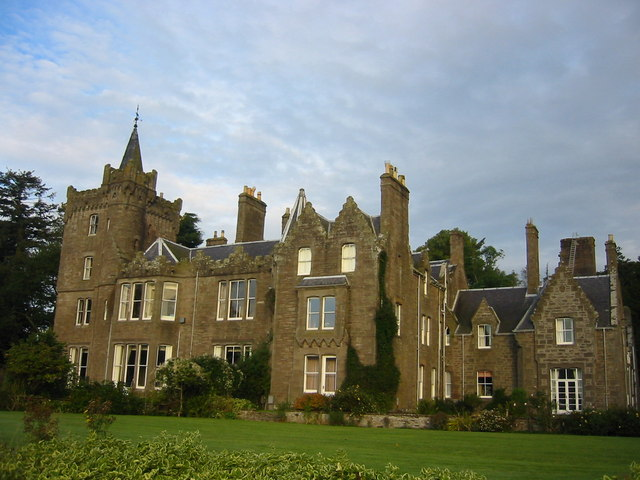
Das Landhaus aus dem 19. Jahrhundert

Das Haus ließ der damalige Laird, David Greenhill Gardyne, 1865 von den Architekten Carver und Symon aus Arbroath im Scottish Baronial Style errichten.
Ein Teil des Landhauses dient heute als Ferienwohnung. Historic Scotland hat das Landhaus als historisches Bauwerk der Kategorie C gelistet.

## Leben auf der Burg
J. B. Burke schrieb auf, wie das Leben auf Finavon Castle war. Er schrieb:

„Das Familienleben war von eintönigem aber angenehmem Charakter; Kriegsübungen, die Jagd und das Baronsbankett, unterhalten durch die Lieder des Ménestrels und die Scherze des Hofnarrs, vertrieben die Tage, und die Abende gingen mit Schachspiel, an den Tischen, mit Romanlesen, mit dem Spielen von Klingeln und Dudelsack sowie der Harfe und mit anderen edlen Beschäftigungen von großem Spaß und Zerstreuung dahin. Die Damen mischten sich überall darunter, ob im Sport und den Festivitäten des Morgens oder dem Zeitvertreib des Abends, auch wenn sie einen Teil des Tages immer in ihren Schlafgemächern mit ihren Mädchen mit Spinnen und Weben von Wandteppichen verbrachten. Gelegentlich mussten sie allerdings mehr Verantwortung übernehmen, wenn der Earl aushäusig war, ob er nun an einer Parlamentssitzung teilnahm oder an einer kriegerischen Auseinandersetzung, öffentlich oder privat, seine Gattin wurde zur Herrin oder Burgstatthalterin mit der vollen Autorität, seine Vasallen zu beherrschen, seine Angelegenheiten zu regeln und seine Festung zu verteidigen, wenn sie unglücklicherweise während seiner Abwesenheit angegriffen wurde.“

## Weitere nahegelegene Sehenswürdigkeiten
Der Finavon Doocot ist Schottlands größtes Taubenhaus mit 2400 Nistboxen. Es soll für den Earl of Crawford im 16. Jahrhundert gebaut worden sein und wird heute vom National Trust unterhalten.
Auf dem Finavon Hill über der Burg befindet sich eine vitrifizierte Wallburg aus der Eisenzeit. Sie stammt von der Mitte des 1. Jahrtausends v. Chr.
Am Finavon Castle Beat am South Esk kann man nach Lachsen und Meeresforellen fliegenfischen.